# Wilhelm Florin (Theologe)
Kurt Wilhelm Ernst Florin (* 25. Juni 1894 in Berleburg; † 31. Dezember 1944 in Wuppertal) war ein deutscher evangelischer Pfarrer. In seiner Zeit als Schulpfarrer am Evangelisch Stiftischen Gymnasium in Gütersloh (1929–1937) gehörte er zu den wenigen mutigen Gegnern des Nationalsozialismus. Als Mitglied der Bekennenden Kirche wandte er sich in Vorträgen und Publikationen gegen Rassenideologie und betonte die Bedeutung des Evangeliums als „Botschaft an alle Völker“.

## Leben
Wilhelm Florin wurde in Berleburg als Sohn des Schulrektors Eduard Florin und seiner Ehefrau Josephine Florin geborene Rotberg geboren. Seine Vorfahren väterlicherseits waren seit dem 17. Jahrhundert in fast ununterbrochener Reihenfolge evangelische Theologen; diese Tradition wurde im Elternhaus bewusst gepflegt. Von 1908 bis 1913 besuchte Florin die traditionsreiche Landesschule Pforta bei Naumburg. Nach dem Abitur begann er 1913 in Leipzig ein Studium der Evangelischen Theologie. Im Ersten Weltkrieg war er 1915/16 als Infanterist an der Ostfront. Während eines Offizierslehrgangs in der Heimat zog er sich eine Blutvergiftung zu und war als Folge gehbehindert. Deshalb diente er bis Anfang 1919 im stellvertretenden Generalkommando in Münster und konnte parallel dazu sein Theologiestudium weiterführen. In Münster legte er 1919 sein Examen ab, war von Oktober 1919 bis März 1920 Vikar in Hörde (jetzt Dortmund), besuchte von April 1920 bis März 1921 das Predigerseminar in Soest, war Hilfsprediger in Bochum und Münster. Er wurde am 22. Mai 1921 in Bochum ordiniert. Am 9. Juli 1922 wurde er in das Amt eines Gemeindepfarrers in Schwerte eingeführt. Dort widmete er sich als Leiter des CVJM und des Bibelkreises für Gymnasiasten besonders auch den jungen Menschen in seiner Gemeinde. 1929 verließ er Schwerte und ging als Anstaltsgeistlicher und Religionslehrer an das Evangelisch Stiftische Gymnasium (ESG) in Gütersloh. Dort bot er Bibelabende vor allem für die älteren Schüler an und war bis zu dessen Auflösung 1934 auch Leiter des Religionspädagogischen Seminars.
Als sich Mitte 1934 in Gütersloh eine Ortsgruppe der völkisch-neuheidnischen Deutschen Glaubensbewegung bildete und Wilhelm Florin miterleben musste, dass Alfred Rosenbergs Propagandafeldzug gegen die Kirche ehemalige Schüler zum Kirchenaustritt bewog, hielt er im Evangelischen Vereinshaus vor rund 700 Besuchern einen öffentlichen Vortrag, in dem er sich gegen Rassenideologie wandte und betonte, dass das Evangelium eine „Botschaft an alle Völker“ sei. Im Jahr darauf wurde der Vortrag vom Bertelsmann-Verlag publiziert und fand weit über Gütersloh hinaus Beachtung. Der Gütersloher Bürgermeister berichtete im Mai 1935, die kleine Schrift habe in Kreisen der Bekennenden Kirche in ganz Deutschland großen Anklang gefunden. Als es 1935/36 um den Erhalt des ESG als evangelische Schule ging, setzte Wilhelm Florin sich energisch für dieses Ziel ein, fand aber wenig Unterstützung bei dem deutsch-christlichen Schulleiter Friedrich Fliedner. 1937 verließ er deshalb das ESG und vermied damit weitere Auseinandersetzungen. Florin fand in Wuppertal-Barmen eine neue Aufgabe und wurde dort Leiter des Missionsseminars der Rheinischen Missionsgesellschaft.
Wilhelm Florin war evangelisch, verheiratet mit Karoline Florin, geborene Rockenfeller. Ihr 1934 in Gütersloh geborener Sohn Martin Florin studierte Rechtswissenschaften und wurde im Auswärtigen Amt tätig und Botschafter der BRD, unter anderem in Guinea und Somalia.

## Schriften
- Rosenbergs Mythus und evangelischer Glaube. Ein Gemeindevortrag Bertelsmann, Gütersloh 1935.
- Vom weltweiten Christentum. Bertelsmann, Gütersloh 1936.
- Das alte Testament im Munde Jesu. Verlagshandlung Bethel, Bielefeld 1946.